# Martin J. Sherwin
Pour les articles homonymes, voir Sherwin.
Martin J. Sherwin, né le 2 juillet 1937 et mort le 6 octobre 2021 à Washington (district de Columbia), est un historien américain. Il rédige surtout sur l'histoire du développement de l'énergie nucléaire et la prolifération nucléaire.

## Biographie
Martin Sherwin reçut son B.A. du Dartmouth College aux États-Unis et son Ph.D. en histoire de l'université de Californie à Los Angeles. Longtemps, il occupa la chaire Walter S. Dickson en anglais et histoire américaine à l'université Tufts jusqu'à sa retraite en mai 2007. 
Sherwin rédigea A World Destroyed: Hiroshima and its Legacies, paru la première fois en 1975, qui obtint le Stuart L. Bernath Prize, ainsi que l’American History Book Prize de la National Historical Society. 
En 2005, Kai Bird et Martin J. Sherwin publièrent American Prometheus: The Triumph and Tragedy of J. Robert Oppenheimer, une biographie de Robert Oppenheimer. Pour cet ouvrage, ils reçurent (1) le National Book Critics Circle Award pour une biographie en 2005, (2) le prix Pulitzer de la biographie ou de l'autobiographie en 2006 et (3) le Duff Cooper Prize pour « un essai en histoire, en sciences politiques ou une biographie » en 2008 . Sherwin travailla sur le livre pendant deux décennies avant que Bird, en tant qu'écrivain, ne se joigne à lui pour rassembler les parties en un seul document. 
En 2013, Sherwin fait partie du conseil d'administration du magazine The Nation, auquel il contribue régulièrement. Lorsqu'il travailla à l'université de Princeton, il enseigna et supervisa la thèse de Katrina vanden Heuvel (en), qui occupe le poste de rédacteur en chef de The Nation. En 2013, il est professeur émérite de l'université Tufts. Il est également professeur à l'université George Mason. 
En 2013, il demeure à Washington, D.C. avec sa femme Susan. Leur fille détient un baccalauréat et est professeur à Tufts.

## Publications
- (en) Martin J. Sherwin (préf. Robert J. Lifton), A World Destroyed: Hiroshima and its Legacies, Stanford University Press, 1975 (ISBN 9780804739573, présentation en ligne)

- (en) Kai Bird et Martin J. Sherwin, American Prometheus: The Triumph and Tragedy of J. Robert Oppenheimer, Vintage Books, 11 avril 2006 (1re éd. 2005), 784 p. (ISBN 978-0375726262, présentation en ligne). 
Autre version : (en) Kai Bird et Martin J. Sherwin, American Prometheus: The Triumph and Tragedy of J. Robert Oppenheimer, Knopf, 2005, 736 p. (ISBN 978-0-3754-1202-8, OCLC 56753298) Pour cet ouvrage, les auteurs ont reçu (1) le National Book Critics Circle Award pour une biographie en 2005 , (2) le prix Pulitzer de la biographie ou de l'autobiographie en 2006  et (3) le Duff Cooper Prize pour « un essai en histoire, en sciences politiques ou une biographie » en 2008 .